# Авант-банк
АВАНТ-БАНК (англ. Avant-Bank) — колишній комерційний банк України. ПАТ «АВАНТ-БАНК» зареєстровано НБУ 3 березня 2009 року. Банк здійснював свою діяльність на основі ліцензії НБУ № 320. Фактичним власником банку був Stabil Holding. 26 лютого 2016 року НБУ прийняв постанову про відкликання банківської ліцензії та ліквідацію банку.

## Діяльність
Банк був універсальною фінансовою установою. Державна реєстрація Банку проведена 2 березня 2009 року, установу зареєстровано Національним банком України 3 березня 2009 року під номером 329 в Державному реєстрі банків.
6 липня 2009 Загальними зборами акціонерів Банку (Протокол № 1/09 від 6 липня 2009 року) ухвалено рішення про перейменування Відкритого акціонерного товариства «АВАНТ-БАНК» в Публічне акціонерне товариство «АВАНТ-БАНК». Статутний капітал Банку становив 320 млн грн.
Станом на 1 січня 2015 року АВАНТ-БАНК за класифікацією НБУ входив до третьої групи банків і займав 40-е місце за розміром активів серед 132 діючих банків України.
Рівень поточної ліквідності за перше півріччя 2015 р. АВАНТ-БАНКу значно перевищував норми, встановлені НБУ. Так, рівень миттєвої ліквідності становив 44,10 % при нормативі у 20 %. Норматив поточної ліквідності становив 56,46 % при нормі — 40 %. А норматив довгострокової ліквідності — 72,76 % при нормі — 60 %.
Фінансові показники станом на 01.07.15 р. становили:
- активи — 3 252 млн грн
- статутний капітал — 321 млн грн
- регулятивний капітал — 507 млн грн

АВАНТ-БАНК був представлений у всіх обласних центрах України та мав 49 відділень, 18 з них — у Києві та Київський області.

## Рейтинги
НРА «Рюрік» 26.06.2015 року надало банку рейтинг надійності депозитних вкладів на рівні r4, що означає високу надійність вкладів з високою імовірністю повернення, при чому діяльність банку охарактеризована помірною залежністю від фінансово-економічних умов та ринкової кон'юнктури. Довгостроковий кредитний рейтинг позичальника знаходиться на рівні uaBBB+ інвестиційної категорії з прогнозом «стабільний», а також довгостроковий кредитний рейтинг боргового інструменту на рівні uaBBB+ інвестиційної категорії з прогнозом «стабільний» облігаціям серій А, В і C ПАТ «АВАНТ-БАНК».